# ハイアワサ
ハイアワサ（Hiawatha、または Ayenwatha、Ha-yo-went'-ha）は、16世紀のモホーク族インディアンの男性戦士、調停者。

## 人物

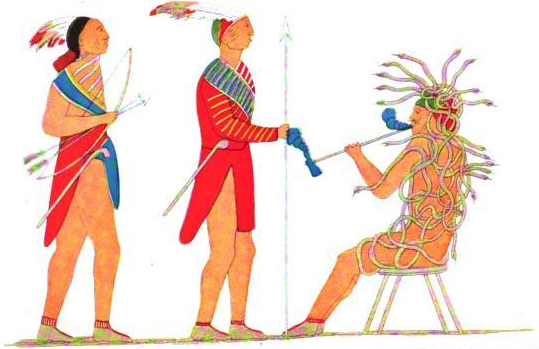
ハイアワサとタドダホの接触

デガナウィダとともにカユーガ族、モホーク族、オナイダ族、オノンダーガ族、セネカ族の5つの部族をまとめ上げ、「イロコイ連邦」を成立させた英雄である。指導者、首長ではない。
16世紀中葉、五大湖の南側ではカユーガ族、モホーク族、オナイダ族、オノンダーガ族、セネカ族の5部族が交戦状態にあった。1550年に五大湖の北側のワイアンドット族（ヒューロン族）に生まれたデガナウィダは成人してから、この戦いをやめさせ和平を説く旅に出た。
デガナウィダはあちこちで和平の呼びかけを行うなか、五大湖の東にあるモホーク族の村を訪れ、大戦士ハイアワサと会った。ハイアワサは村でも強力な戦士であり、人食いでもあったが、戦いに虚しさを感じ、眠れない夜を過ごしていた。ハイアワサは家族を集め、デガナウィダの話を聞くことにした。デガナウィダはこう話し始めた。「私は、天空の大精霊の酋長の良き知らせとともに来ました。国同士の戦いは終わらなければなりません。良き精霊は、人間たちが血を流し合うことを決して望んでいません。」
ひとりの男が、「しかし我々が戦わなければ近隣の部族に殺される。」と返すと、デガナウィダは「近隣の部族は、私の和平の呼びかけをすでに受け入れています」と答えた。こうしてハイアワサの部族は彼の呼びかけを受け入れた。デガナウィダは去りがけに、ハイアワサにオノンダーガ族の強力な戦士であるタドダホが強く和平に反対していることを伝え、オノンダーガの村のある東へ向かった。そのあと、不思議なことにひと月の間にハイアワサの三人の娘が立て続けに死んでしまった。悲しみにくれたハイアワサはひとりデガナウィダの後を追い、長い苦難の旅ののちに彼に会い、その悲しみを癒してもらううちに、和平の呼びかけに力を貸すと誓った。
伝説では、ハイアワサがオノンダーガ族の戦士タドダホの住む山の洞穴へ行くと、タドダホは恐ろしい顔と髪にヘビを絡ませた怪物のような男で、ハイアワサを驚かせた。ハイアワサはタドダホの髪からヘビを櫛で梳きとってやり、部族を和平会議に参加させたという。

## イロコイ連邦の創設

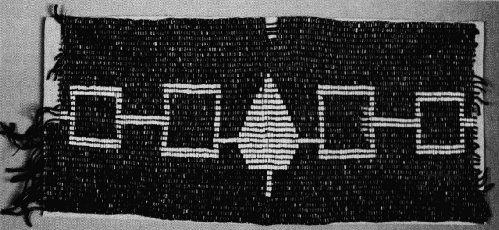
五部族の連帯を示す「ハイアワサの帯」。「平和の木」を中心として5つの部族が連帯する

デガナウィダとハイアワサは、二人でカユーガ族、モホーク族、オナイダ族、オノンダーガ族、セネカ族の5つの部族に和平の呼びかけを行った。デガナウィダはこの和平調停で構想役を務めたが、彼は言語障害があったため、ハイアワサが代理演説を行った。
インディアンのチーフ（酋長）とは調停者のことであり、「ピースメーカー」と呼ばれることもある。アメリカ北東部のインディアン国家は「ロングハウス」という議会場で「会議の火」を囲んで酋長たちが合議を行い、すべての物事を決定する完全民主主義社会であり、現在も議会制で運営されている。ハイアワサとデガナウィダはその功績によって、とくに「グレート・ピースメーカー」と呼ばれている。

イロコイ連邦の連邦旗

デガナウィダやハイアワサは五つの部族をこの「会議の火」の周りに集結させ、歴史的な和平調停を行った。デガナウィダは彼らは「すべてきょうだいである」とし、殺し合いや頭皮の剥ぎ合い、人肉食の儀式を止めて和解し、平和のための同盟を結ぶよう呼び掛けたのである。こうしてデガナウィダとハイアワサの尽力によって、ついにカユーガ族、モホーク族、オナイダ族、オノンダーガ族、セネカ族の5つの部族が同盟し、「フーデノサウニー（イロコイ連邦）」が成立した。
デガナウィダによって設計されたこの部族連合は、18世紀前半にタスカローラ族が加わって6部族連合となったのち、現在もなお強固な結束を保っている。この際取り決められた部族間の調停「イロコイ憲章」は、貝殻玉ビーズの帯を象形模様とするワムパム・ベルトとして記録され、現在もイロコイ連邦で大切に保管されている。